# Janusz Baran
Janusz Baran (ur. 16 stycznia 1957 w Stalowej Woli) – polski piłkarz, który występował na pozycji napastnika. 

## Kariera klubowa
Jest wychowankiem Stali Stalowa Wola, którego barwy reprezentował do 1977 roku. W 1977 roku został zawodnikiem Legii Warszawa, w której zadebiutował 20 kwietnia 1977 roku w spotkaniu przeciwko Śląskowi Wrocław. 8 kwietnia 1984 roku przeciwko Zagłębiu Sosnowiec rozegrał swój ostatni mecz w barwach Legii. 
W 1984 roku wyjechał do Belgii, gdzie reprezentował barwy takich klubów jak Royal Francs Borains i SC Elouges. Od 1986 do 1990 roku występował w australijskich klubach APIA Leichhardt Tigers w Sydney i Maribyrnong Polonia w Melbourne. W 1987 zdobył tytuł mistrza stanu Victorii z Maribyrnong Polonia. W 1990 roku zakończył karierę.

## Kariera reprezentacyjna
29 sierpnia 1979, w towarzyskim meczu z Rumunią, jedyny raz wystąpił w meczu jako reprezentant Polski (grał przez 17 minut).